# Grekland i olympiska sommarspelen 1952
Grekland deltog i de olympiska sommarspelen 1952 i Helsingfors med en trupp bestående av 48 deltagare, men ingen av landets deltagare erövrade någon medalj.